# Rudy Pankow
Rudy Pankow, né le 12 août 1997 à Ketchikan (Alaska), est un acteur américain. Il est notamment connu pour son rôle de JJ Maybank dans la série Netflix Outer Banks,,, avec Chase Stokes, Madison Bailey, Madelyn Cline et Jonathan Daviss.

## Biographie
Rudy Pankow naît et grandit à Ketchikan,, en Alaska. Il a deux frères Alec et Henning.
Son intérêt pour le métier d'acteur et la production débute au collège via YouTube. Il fréquente le lycée Ketchikan où il joue au football et participe à des événements de cross-country.
Tout d'abord intéressé par une école culinaire, il rejoint finalement un institut de théâtre en 2016 pour se concentrer sur sa carrière d'acteur. Il s'inscrit ensuite aux studios Michael Woolson pour améliorer ses compétences d'acteur et commence ensuite à jouer au théâtre pour acquérir plus d'expérience. Il a notamment joué dans des pièces comme Casse-Noisette, Mary Poppins et Oliver Twist.
Depuis novembre 2020, il est en couple avec Elaine Siemek, une photographe qu'il a rencontrée sur le tournage de la série Outer Banks.

## Filmographie

### Longs métrages
- 2022 : Uncharted : Samuel « Sam » Drake, jeune
- 2022 : Space Waves : Joey Kite[6]
- 2023 : Accidental Texan (en) : Erwin Vandeveer
- 2023 : The Crusades (en) : Leo Grecco
- 2024 : 5Lbs of Pressure : Jimmy

### Courts métrages
- 2017 : Nobody Knows : Abe Wooldrigde
- 2017 : 11:47 : Jesse
- 2017 : Do Good Things[7] : Mike
- 2018 : Not Me : Ashton
- 2018 : Last Summer de Cynthia E. Garcia : Dylan
- 2018 : Déviant de Benjamin Howard : Marcel
- 2018 : Muse: Thought Contagion : chef de file
- 2021 : Virgo-Proof of concept : Eli
- 2023 : The Crusades : Leo Grecco

### Télévision
- 2017 : Sunny Family Cult : Aaron
- 2019 : The Politician : Autre enfant
- 2019 : Solved : Freddy/Robert
- 2020 : Acting for a Cause : Brocklehurst
- 2020-2024[8] : Outer Banks[9] : JJ Maybank (rôle principal, 40 épisodes)